# 第二章：孩子
〈第二章：孩子〉（英語：Chapter 2: The Child）是美國太空歌劇網路電視劇《曼達洛人》第一季的第二集，本集由整劇的節目統籌強·法夫洛編劇，瑞克·法穆易瓦執導，於2019年11月15日在Disney+上線。佩德羅·帕斯卡領銜出演男主角曼達洛人，他是一名孤獨的槍手和賞金獵人，將孩子帶回途中遭遇川多夏人和賈瓦人的襲擊。

## 劇情
曼達洛人帶著孩子返回飛船，途中遭遇三名川多夏人的伏擊。他用武器消滅了其中一個試圖殺死孩子的殺手，發現了殺手攜帶的追蹤器。擊退他們之後，曼達洛人發現自己飛船「刀鋒之巔」上的零件已被賈瓦人洗劫一空。曼達洛人追趕上賈瓦人駕駛的沙漠履帶車，但他被賈瓦人用離子爆破槍擊暈。曼達洛人尋求奎伊爾的幫助，奎伊爾帶著他前去與賈瓦人談判。賈瓦人表示需要用「蛋」交換，為了贖回零件，曼達洛人只得答應了他們的要求。
曼達洛人進入一隻泥角獸的巢穴。憤怒的泥角獸將他甩了出來，造成盔甲嚴重受損。由於武器失靈，他的攻擊也對泥角獸起不了作用。在曼達洛人性命攸關的時刻，搖籃中的孩子使用原力將泥角獸舉起，曼達洛人趁機殺死了它。曼達洛人從巢穴中取出一顆泥角獸蛋，與賈瓦人交換回飛船的零件。賈瓦人當即把蛋切開，分食乾淨。奎伊爾幫助曼達洛人修好飛船，拒絕了曼達洛人給予的報酬和工作邀約。兩人分別之後，曼達洛人駕起飛船駛向太空。

## 製作

### 開發
本集由瑞克·法穆易瓦執導，節目統籌強·法夫洛執筆編劇。

### 選角
2018年11月，尼克·諾特確定出演《曼達洛人》。布倫丹·韋恩（Brendan Wayne）和拉夫·克羅德是佩德羅·帕斯卡的特技替身演員。米斯蒂·羅莎斯（Misty Rosas）擔當奎伊爾的形態演員。賈瓦人首領由小斯蒂芬·傑克遜·鮑爾斯（Stephen Jackson Powers Jr.）出演。孩子的動作由多名傀儡师完成。

### 音樂
| 評論得分 | 評論得分 |
| 來源     | 評分     |
| -------- | -------- |
| Allmusic | [ 8 ]    |

《曼達洛人》的音樂原聲帶由魯德溫·葛瑞森作曲，每集相應的音樂原聲帶數字版於播出當日在亞馬遜和iTunes上發行。
| 曲序     | 曲目             | 时长  |
| -------- | ---------------- | ----- |
| 1.       | Walking on Mud   | 1:38  |
| 2.       | Jawas Attack     | 3:46  |
| 3.       | Trashed Crest    | 2:18  |
| 4.       | To the Jawas     | 1:35  |
| 5.       | The Egg          | 2:54  |
| 6.       | The Mudhorn      | 3:00  |
| 7.       | Celebration      | 3:31  |
| 8.       | The Next Journey | 2:35  |
| 总时长： | 总时长：         | 21:17 |

## 迴響
〈第二章：孩子〉受到了正面好評。本集在影視匯總媒體點評網站爛番茄上獲得92%的新鮮度，7.55/10分（37位劇評人）。該網站對本集的關鍵共識寫道：「本集簡潔有效地解開了一些謎團，令人滿意，同時耐人尋味」。《遊戲基地》網站編輯克里斯·S·海納（Chris E. Hayner）稱「這正是我們期待的劇集」。《多邊形》網站編輯蘇珊娜·波羅（Susana Polo）稱「本集類似於卡通頻道的熱門動畫劇集，比如像《傑克武士》」。

## 資料來源
1. ↑  Tyler, Jacob. . Geeks WorldWide. 2019-10-18  [2019-10-23]. （原始内容存档于2019-10-23）.
2. ↑  . Writers Guild of America West.   [2019-11-01]. （原始内容存档于2019-11-01）.
3. ↑  Kit, Borys. . The Hollywood Reporter. 2018-11-30  [2018-11-30]. （原始内容存档于2018-12-01）.
4. ↑  Miller, Liz Shannon. . Vulture. 2019-12-09  [2019-12-09]. （原始内容存档于2019-12-09）.
5. ↑  Ivey, Jason D. . bobafettfanclub.com. 2020-03-02  [2020-06-28]. （原始内容存档于2020-04-26）.
6. ↑  de Lange, Sander. . fanthatracks.com. 2019-11-15  [2020-06-28].
7. ↑  Spencer, Samuel. . newsweek.com. 2019-12-02  [2020-06-28]. （原始内容存档于2019-12-08）.
8. ↑  The Mandalorian: Chapter 2 [Original Score]在Allmusic上的頁面. [2020-06-30].
9. ↑  . Apple Music. Apple Inc. 2019-11-15  [2019-12-05]. （原始内容存档于2019-12-04）.
10. ↑  . Rotten Tomatoes. Fandango.   [2019-12-01]. （原始内容存档于2019-11-30）.
11. ↑  E. Hayner, Chris. . GameSpot. CBS Interactive. 2019-11-15  [2019-11-15]. （原始内容存档于2019-11-16）.
12. ↑  Polo, Susana. . Polygon. Vox Media. 2019-11-15  [2019-11-15]. （原始内容存档于2019-11-15）.

## 外部連結
- 官方网站
- 互联网电影数据库上第二章：孩子的资料（英文）
- Wookieepedia上的相关条目：〈第二章：孩子〉